# Коган Павло Леонідович
Павло Леонідович Коган (нар. 6 червня 1952) — російській диригент і скрипаль, народний артист РФ.
Народився в Москві в сім'ї видатних музикантів: батько — скрипаль Леонід Коган, мати — піаністка Єлизавета Гілельс, дядько — піаніст Еміль Гілельс. Бувши студентом Московської консерваторії, виграв конкурс скрипалів імені Яна Сібеліуса (1970). 1972-го дебютував як диригент.
З 1989 р. був художнім керівником та головним диригентом Московського державного академічного симфонічного оркестру (МДАСО), з 1998 по 2005 рр., одночасно з роботою в МДАСО, займав пост головного запрошеного диригента в Симфонічному оркестрі штату Юта (США, Солт-Лейк-Сіті).
Нагороджений орденом «За заслуги перед Вітчизною» IV ступеня, орденом Дружби, Державною премією Російської Федерації.
На початку повномасштабної агресії РФ проти України (у квітні 2022 р.) припинив свою роботу в МДАСО, виїхавши за кордон і звідти надіславши заяву про свою відставку.